# 坎格雷喬灣

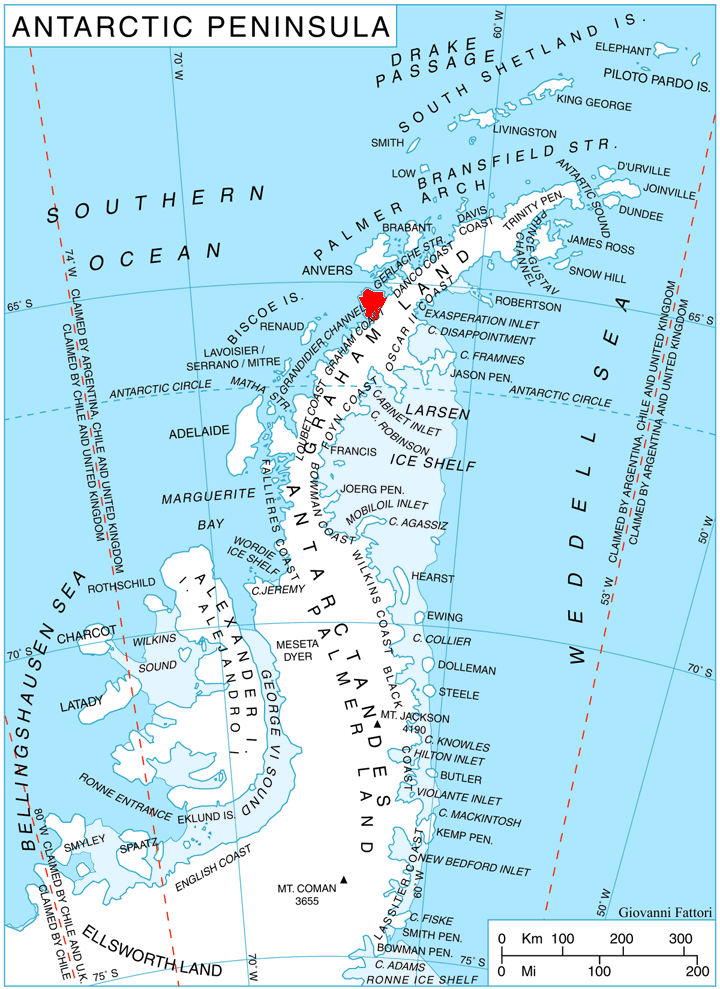

坎格雷喬灣（英語：Cangrejo Cove），是南極洲的海灣，位於葛拉漢地西岸弗蘭德雷斯灣，處於阿熱爾灣以西，長2.4公里，由比利時探險隊繪入地圖，現時由南極條約體系管理。